# Ogata Kenzan
Ogata Kenzan (japanska: 尾形 乾山), ursprungligen Ogata Shinsei, född 1663 i Kyōto i Japan, död 1743, var en japansk keramiker och målare. Han är också känd med pseudonymen Shisui.
Ogata Kenzans far var en förmögen klädeshandlare. Han var yngre bror till målaren Ogata Kōrin (1658–1716). Kenzan utbildade sig för keramikern Ninsei och byggde därefter sin egen ugn. Från 1712 fick ha beskydd av hovmannen Nijo Tsuanhira och flyttade till den östra delen av Kyoto. Han blev en av de främsta keramikerna under Edoperioden. Han förknippas med Kyō-keramik ("keramik från Kyōto"). 
År 1713 flyttade han till Edo, där han tillbringade resten av sitt liv.
Ogata Kenzan dekorerade keramiken med bilder av gräs, blommor och fåglar i den så kallade Rinpa-stilen. Han arbetade tillsammans med sin bror Ogata Kōrin i dekorationsarbetet. 

## Bildgalleri

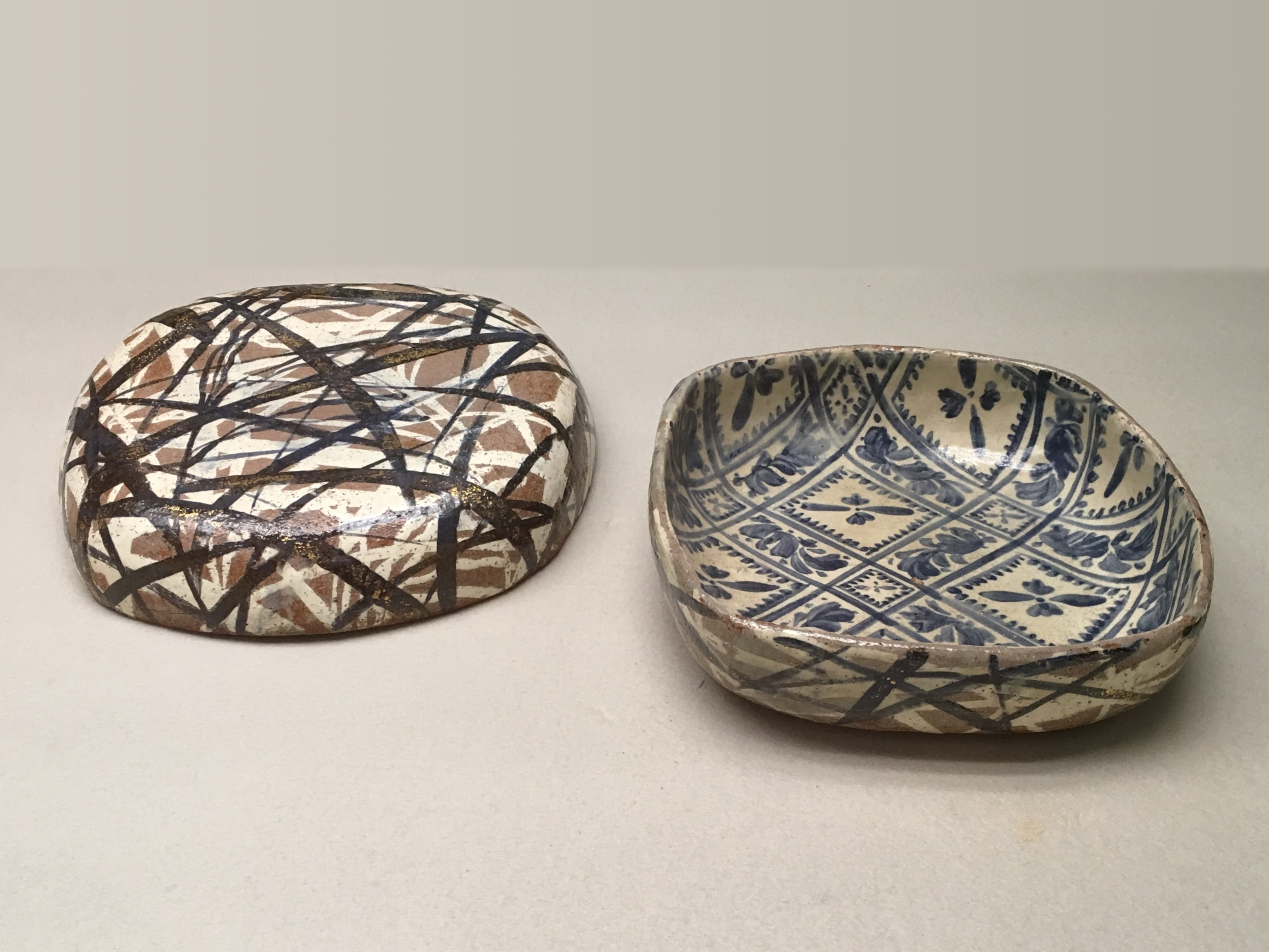
Burk i keramik, Edoperioden, första hälften av 1700-talet
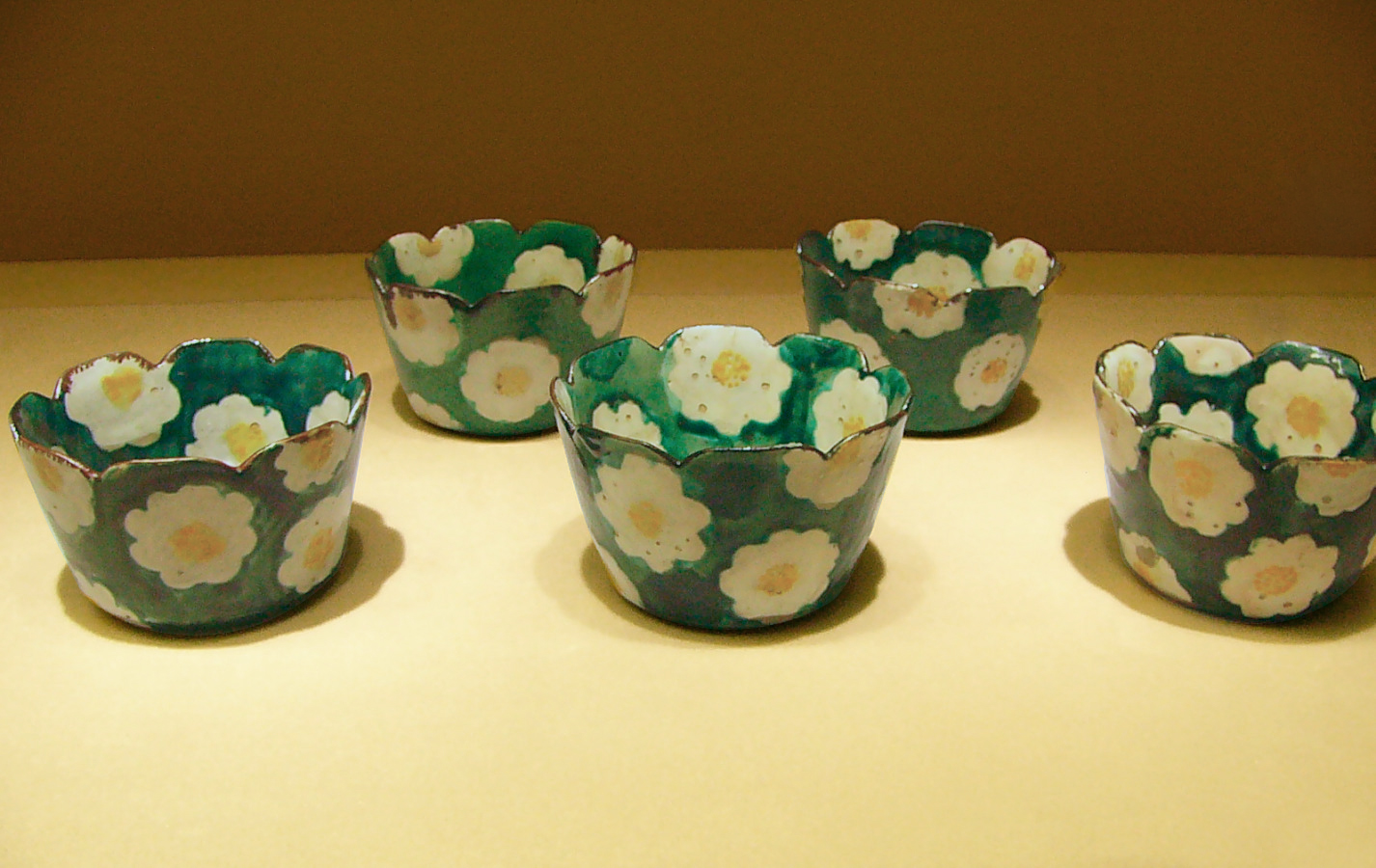
Fem små glaserade skålar
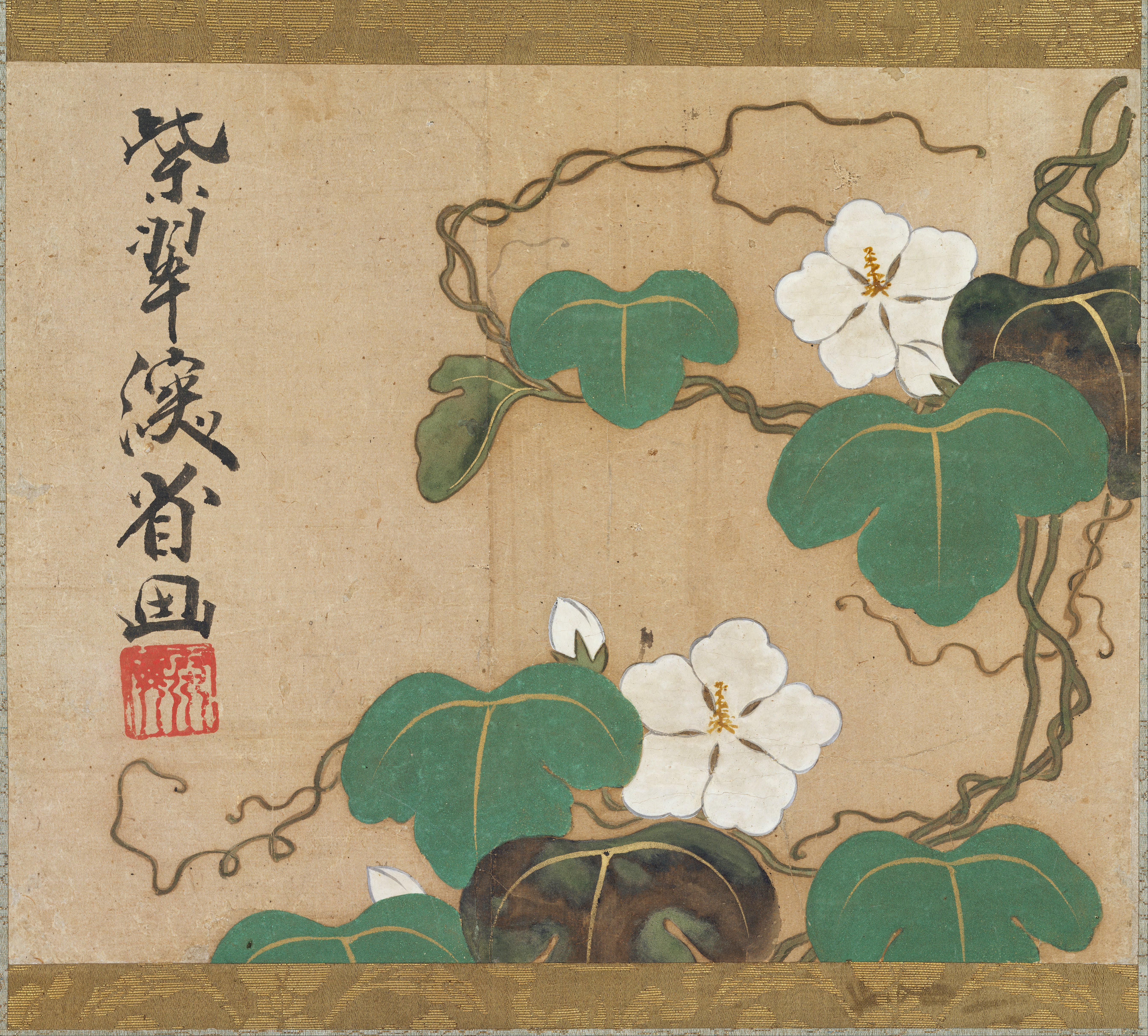
Rullbild i bläck, färg och guld på paper
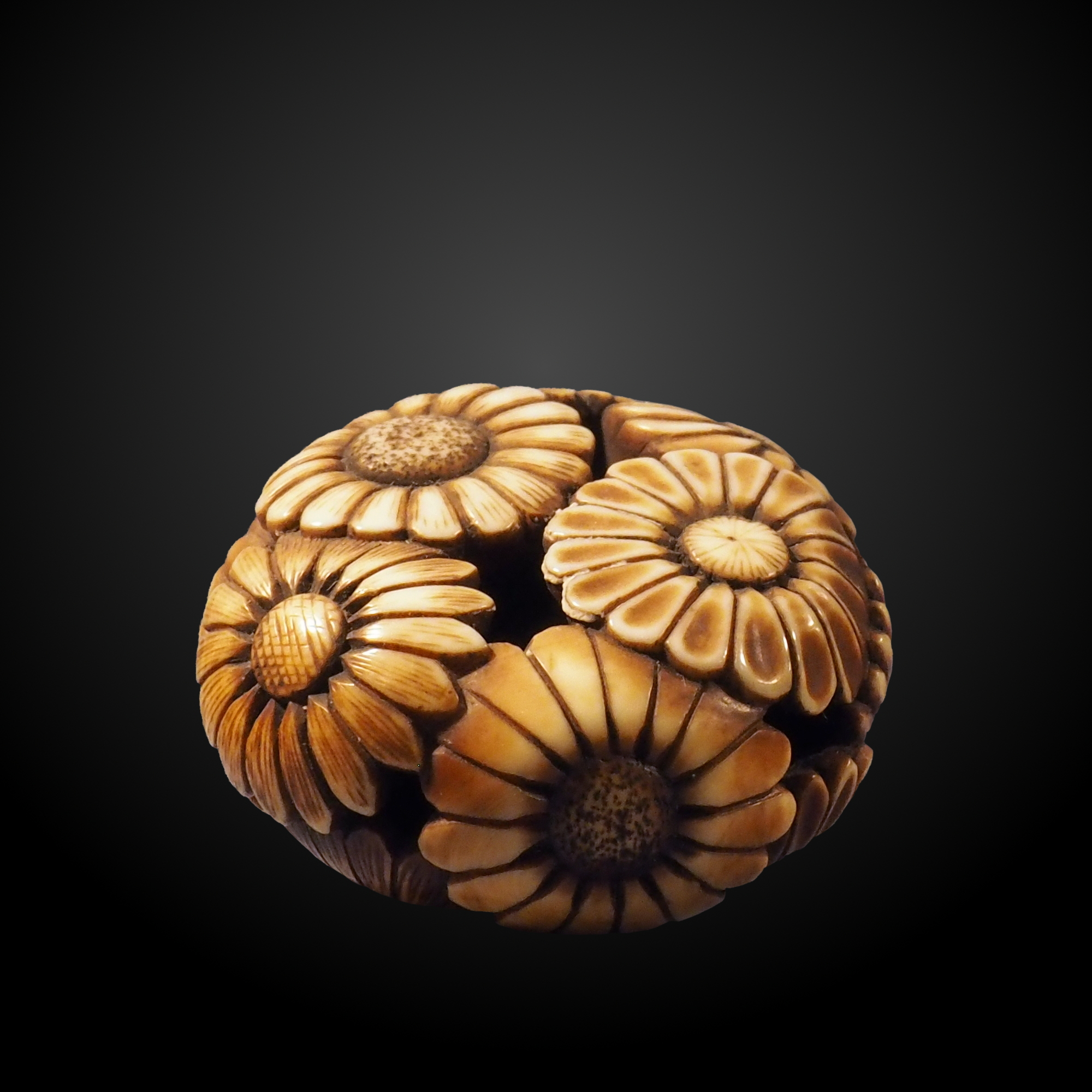
Netsuke avbildande krysantemum
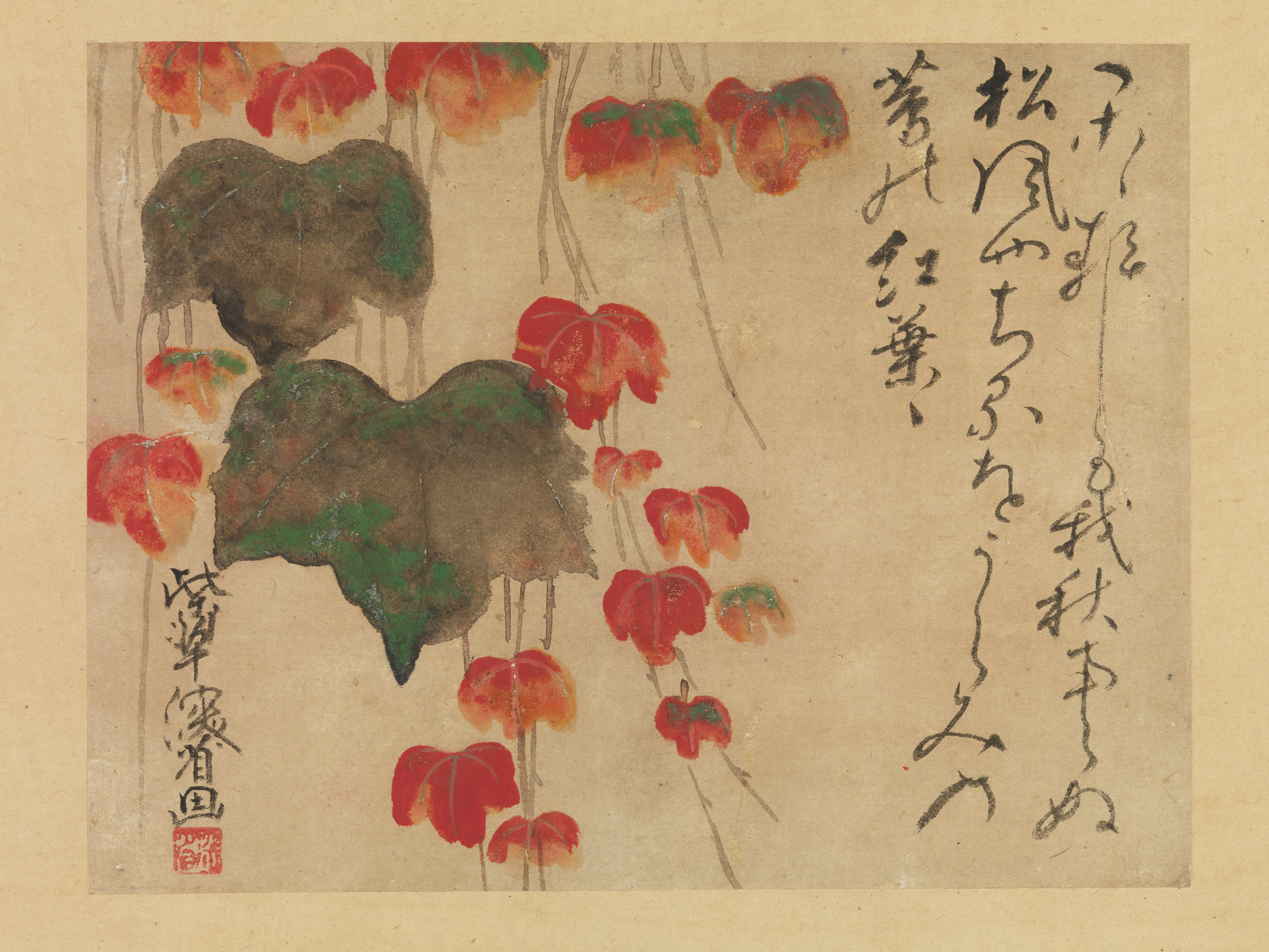
Höstmurgröna, efter 1732